# Prototip Parc de Bombers "Doble Negativo"
El Prototip de Parc de Bombers 'Doble Negativo' és un model de parc de bombers construït a diferents localitats de la província de Cadis. El Consorci de Bombers de la Província de Cadis (CBPC) va promoure un concurs per tal d'homogeneïtzar els parcs de bombers, resultant guanyador el projecte 'Doble Negativo' proposat pels arquitectes Darío Gazapo, Concha Lapayese i Víctor Gómez. Està catalogat com a Patrimoni Històric Andalús.
El primer parc es va construir el 2006 a Jimena de la Frontera, guanyant el Premi Sánchez Esteve 2006, atorgat pel Col·legi d'Arquitectes d'Andalusia a la millor obra construïda, per la seva proposta modular i el seu sistema general de creixement per juxtaposició respon al prototip que assumeix tres mides diferents: Parcs Central, Principal i Reforç. Després de Jimena de la Frontera, amb aquest mateix model es van construir parcs de bombers a Cadis, Algesires, San Fernando, Chiclana de la Frontera, Conil de la Frontera, San Roque i Tarifa.

## Doble Negatiu
La idea del projecte pateix d'un 'doble invers': 'doble mòdul: mòdul de cotxera-mòdul de pati de maniobres'. El mòdul de cotxera té les dimensions: 20 x 5 m amb 7 m en alçada, compost per un doble pòrtic cobert-descobert. El mòdul del pati de maniobres té les dimensions: 20 x 5 m, a l'aire lliure, rematat per paraments de 7 m d'alçada. Així, el projecte es materialitza per la repetició en sèrie d'aquest 'doble mòdul', segons les necessitats del programa. Entre mòdul i mòdul se situa, a nivell de coberta, una claraboia correguda, que permet la il·luminació natural, i allotja, en el cas del cos de cotxeres, les prestatgeries d'emmagatzematge, i en el cas del cos de dependències i cos de prefectura, l'escala d'accés a entreplanta.